# میدل ایست آی
میدل ایست آی (به انگلیسی: Middle East Eye)، به معنی چشم خاورمیانه، درگاه خبری آنلاینی است که به گزارش رویدادهای خاورمیانه می‌پردازد. میدل ایست آی به نقل از وبگاه رسمی‌اش، «سازمان خبری برخط و از لحاظ مالی مستقلی است که از فوریهٔ ۲۰۱۴ آغاز به کار کرده است.» هدفش آن است که به رسانهٔ اصلی دربارهٔ خاورمیانه مبدل شود و مخاطبانش را کسانی می‌داند که در خاورمیانه یا همان اطراف زندگی می‌کنند و عمیقاً به سرنوشت آن بها می‌دهند. سردبیر آن دیوید هرست، از نویسندگان ارشد سابق روزنامه گاردین است. مقر آن در لندن است و علاوه بر ۲۰ کارمند تمام‌وقتش، از روزنامه‌نگاران مستقل نیز کمک می‌گیرد.
برخی ادعا می‌کنند که میدل ایست آی گزارش‌هایی در حمایت از اخوان‌المسلمین منتشر کرده و علی‌رغم انکار سردبیرش، احتمالاً با دولت قطر (که خود حامی اخوان‌المسلمین و حماس می‌باشد) مرتبط است.